# Norrmesunda
Norrmesunda är en by vid Anundsjösjöns norra strand. Sedan 2015 avgränsar SCB en småort, som också sträcker sig in i grannbyn Norrböle. Norrmesunda tillhör Anundsjö distrikt.